# Rocket Juice & the Moon
Rocket Juice & the Moon è un album in studio dell'omonimo supergruppo musicale formato nel 2008. Il disco è uscito nel marzo 2011 ed è stato registrato nel corso di alcuni anni.
Il progetto cominciò nel 2008, quando i tre fondatori, Damon Albarn, Flea e Tony Allen, si incontrarono su un aereo diretto a Lagos, per un progetto del collettivo Africa Express. Realizzando quando i tre avessero in comune, decisero di fondare un supergruppo, con la speranza di poter registrare della musica originale il prima possibile. Verso la fine del 2010, riuscirono a portare a compimento il loro primo disco, debuttando nell'ottobre dell'anno seguente all'Ireland's Cork Jazz Festival. Nel marzo del 2012, i Rocket Juice & The Moon pubblicano il loro album omonimo.

## Tracce
1. 1-2-3-4-5-6 – 3:04
2. Hey, Shooter (featuring Erykah Badu, Hypnotic Brass Ensemble & Thundercat) – 4:10
3. Lolo (featuring Fatoumata Diawara, Hypnotic Brass Ensemble & M.anifest) – 5:03
4. Night Watch – 2:12
5. Forward Sweep – 1:49
6. Follow-Fashion (featuring Fatoumata Diawara & M.anifest) – 3:57
7. Chop Up (featuring M.anifest & M3nsa) – 2:37
8. Poison – 3:24
9. Extinguished (featuring Cheick Tidiane Seck) – 2:39
10. Rotary Connection – 2:02
11. Check Out – 2:24
12. There (featuring Cheick Tidiane Seck) – 4:51
13. Worries – 1:16
14. Benko (featuring Fatoumata Diawara & Hypnotic Brass Ensemble) – 2:34
15. The Unfadable (featuring M.anifest) – 2:57
16. Dam(n) (featuring Erykah Badu & M.anifest) – 2:26
17. Fatherless – 3:00
18. Leave-Taking (featuring Hypnotic Brass Ensemble) – 2:07

## Formazione

### Gruppo
- Damon Albarn – chitarra, tastiere, voce
- Tony Allen – batteria, percussioni
- Flea – basso

### Altri musicisti
- Erykah Badu – voce (tracce 2, 16 & 20)
- Thundercat – voce (2)
- Fatoumata Diawara – voce (3, 6, 14 & 19)
- M.anifest – voce (3, 6, 7 & 16)
- M3nsa – voce (7)
- Cheick Tidiane Seck – voce (9 & 12)
- Hypnotic Brass Ensemble – corni (2, 3, 14 & 18)